# Phúc lợi người lao động
Phúc lợi người lao động và phúc lợi bằng hiện vật (còn gọi là phúc lợi, bổng lộc, hoặc đặc quyền) bao gồm nhiều loại hình bồi thường không lương cung cấp cho người lao động ngoài bình thường tiền công hoặc tiền lương. Các trường hợp một nhân viên trao đổi tiền lương (tiền mặt) cho một số hình thức phúc lợi khác thường được gọi là sắp xếp " đóng gói lương " hoặc "trao đổi lương". Ở hầu hết các quốc gia, hầu hết các loại phúc lợi của nhân viên đều phải chịu thuế ở mức độ ít nhất là ở một mức độ nào đó. Ví dụ về những phúc lợi này bao gồm: nhà ở (do chủ nhân cung cấp hoặc do chủ sử dụng trả) được trang bị hoặc không, có hoặc không có tiện ích miễn phí; bảo hiểm nhóm (sức khỏe, nha khoa, cuộc sống, v.v.); bảo vệ thu nhập khuyết tật; trợ cấp hưu trí; nhà trẻ; hoàn trả học phí; nghỉ ốm; nghỉ phép (trả và không trả); an sinh xã hội; chia sẻ lợi nhuận; đóng góp cho sinh viên sử dụng lao động; chuyển tải; giúp việc gia đình (người giúp việc); và các phúc lợi chuyên ngành khác.
Mục đích của phúc lợi nhân viên là tăng cường an ninh kinh tế của các nhân viên và làm như vậy, cải thiện việc giữ chân nhân viên trong toàn tổ chức. Như vậy, nó là một thành phần của quản lý phần thưởng.
Thông thường, "đặc quyền" là những phúc lợi có tính chất tùy ý hơn. Thông thường, đặc quyền được trao cho những nhân viên đang làm việc tốt hoặc có thâm niên. Các đặc quyền phổ biến là xe mang về nhà, ở khách sạn, giải khát miễn phí, hoạt động giải trí vào giờ làm việc (golf, v.v.), văn phòng phẩm, phụ cấp cho bữa trưa, và — khi có nhiều lựa chọn — lựa chọn đầu tiên là những việc như giao việc. Họ cũng có thể được trao cơ hội đầu tiên tại các cơ hội thăng tiến khi có chỗ trống.

## Quan điểm quản lý
Cục Thống kê Lao động, như Ủy ban Chuẩn mực Kế toán Quốc tế, định nghĩa phúc lợi của nhân viên là các hình thức chi phí gián tiếp. Các nhà quản lý có xu hướng xem bồi thường và phúc lợi về khả năng thu hút và giữ chân nhân viên, cũng như về khả năng thúc đẩy họ.
Nhân viên - cùng với nhân viên tiềm năng - có xu hướng xem các phúc lợi được quy định theo quy định khác với các phúc lợi tùy ý, nghĩa là những phúc lợi không bắt buộc nhưng được thiết kế đơn giản để làm cho gói bồi thường hấp dẫn hơn. Các phúc lợi được ủy thác được coi là tạo ra các quyền hoặc quyền lợi của nhân viên, trong khi các phúc lợi tùy ý nhằm truyền cảm hứng cho lòng trung thành của nhân viên và tăng sự hài lòng trong công việc. Dựa trên điều này, Klonoski đã đề xuất các định nghĩa về cả phúc lợi tùy ý và không tùy ý khi người quản lý sẽ xem chúng: sự hài lòng hoặc lòng trung thành của tổ chức. Phúc lợi nhân viên không tự nguyện là những chương trình và thực hành tổ chức được ủy quyền bởi quy định hoặc lực lượng thị trường, và điều đó tạo ra quyền, quyền lợi hoặc kỳ vọng của nhân viên. "  :62
Nhìn từ góc độ này, những thứ như quy tắc ăn mặc giản dị, thời gian linh hoạt và giao tiếp từ xa có thể được coi là "Phúc lợi" của nhân viên cho dù họ có tạo ra chi phí cho tổ chức cung cấp cho họ hay không. Nếu nhân viên thích ăn mặc giản dị hoặc có giờ linh hoạt hoặc làm việc tại nhà, họ có thể có xu hướng tìm kiếm và ít có khả năng rời khỏi nhà tuyển dụng cung cấp những thứ này. :63

## Canada
Phúc lợi của nhân viên tại Canada thường đề cập đến các chương trình bảo hiểm nhân thọ, khuyết tật, sức khỏe và nha khoa. Các chương trình bảo hiểm nhóm như vậy là một bảo hiểm hàng đầu của tỉnh. Một chủ sử dụng lao động cung cấp chương trình bảo hiểm nhóm được phối hợp với kế hoạch của tỉnh tại tỉnh hoặc lãnh thổ tương ứng, do đó, một nhân viên được bảo hiểm bởi kế hoạch đó phải được bảo hiểm bởi kế hoạch của tỉnh trước. Thành phần bảo hiểm nhân thọ, tử vong và mất trí và tàn tật chỉ là một phúc lợi của nhân viên. Một số kế hoạch cung cấp một phúc lợi bảo hiểm nhân thọ tối thiểu là tốt. Chương trình chăm sóc sức khỏe có thể bao gồm bất kỳ điều nào sau đây: nâng cấp phòng bệnh viện (Bán riêng hoặc tư nhân), dịch vụ / vật tư và thiết bị y tế, y tế du lịch (60 hoặc 90 ngày mỗi chuyến), bác sĩ trị liệu và bác sĩ đã đăng ký (ví dụ: vật lý trị liệu, châm cứu, bác sĩ chỉnh hình, bác sĩ phẫu thuật, v.v.), đơn thuốc cần có thuốc, thị lực (khám mắt, kính áp tròng / kính áp tròng) và Chương trình hỗ trợ nhân viên. Chương trình nha khoa thường bao gồm Nha khoa cơ bản (làm sạch, trám, kênh gốc), Nha khoa lớn (mão răng, cầu răng, răng giả) hoặc Chỉnh nha (niềng răng).
Khác với phúc lợi sức khỏe của chủ lao động được mô tả ở trên, phúc lợi phổ biến nhất của nhân viên là các kế hoạch tiết kiệm nhóm (RRSP nhóm và Kế hoạch chia sẻ lợi nhuận nhóm), có lợi thế về thuế và tăng trưởng đối với các kế hoạch tiết kiệm cá nhân.

## Hoa Kỳ
phúc lợi của nhân viên tại Hoa Kỳ bao gồm hỗ trợ tái định cư; kế hoạch y tế, theo toa, tầm nhìn và nha khoa; chăm sóc sức khỏe và phụ thuộc tài khoản chi tiêu linh hoạt; nghỉ hưu chương trình phúc lợi (lương hưu, 401 (k), 403 (b)); cuộc sống nhóm dài hạn và kế hoạch bảo hiểm chăm sóc dài hạn; kế hoạch hỗ trợ pháp lý; chương trình ý kiến y tế thứ hai, hỗ trợ nhận con nuôi; phúc lợi chăm sóc trẻ em và phúc lợi vận chuyển; thời gian nghỉ (PTO) dưới hình thức nghỉ phép và lương ốm. Các phúc lợi cũng có thể bao gồm các chương trình giảm giá nhân viên chính thức hoặc không chính thức cho phép người lao động tiếp cận với các dịch vụ chuyên biệt từ các nhà cung cấp địa phương và khu vực (như phim và vé công viên chủ đề, chương trình chăm sóc sức khỏe, mua sắm giảm giá, khách sạn và khu nghỉ dưỡng, v.v.).
Chủ lao động cung cấp các loại đặc quyền công việc này tìm cách nâng cao sự hài lòng của nhân viên, lòng trung thành của công ty và giữ chân người lao động bằng cách cung cấp các phúc lợi có giá trị vượt xa con số lương cơ bản. phúc lợi bên lề cũng được coi là chi phí để giữ chân nhân viên ngoài mức lương cơ bản. Thuật ngữ "phúc lợi bên lề" được đưa ra bởi Hội đồng Lao động Chiến tranh trong Thế chiến II để mô tả các phúc lợi gián tiếp khác nhau mà ngành công nghiệp đã nghĩ ra để thu hút và duy trì lao động khi việc tăng lương trực tiếp bị cấm.
Một số phúc lợi bên lề (ví dụ: các chương trình bảo hiểm sức khỏe và tai nạn và bảo hiểm nhân thọ theo nhóm lên tới 50.000 đô la) có thể được loại trừ khỏi thu nhập gộp của nhân viên và do đó, không phải chịu thuế thu nhập liên bang ở Hoa Kỳ. Một số chức năng như nơi trú ẩn thuế (ví dụ: chi tiêu linh hoạt, tài khoản 401 (k) hoặc 403 (b)). Các tỷ lệ phúc lợi này thường thay đổi từ năm này sang năm khác và thường được tính bằng cách sử dụng tỷ lệ phần trăm cố định khác nhau tùy thuộc vào phân loại của nhân viên.
Thông thường, các phúc lợi do nhà tuyển dụng cung cấp được khấu trừ thuế cho người sử dụng lao động và không chịu thuế cho người lao động. Ngoại lệ cho quy tắc chung bao gồm một số phúc lợi điều hành nhất định (ví dụ: bắt tay vàng và kế hoạch nhảy dù vàng) hoặc những quy định vượt quá tiêu chuẩn miễn thuế của liên bang hoặc tiểu bang.
Các tập đoàn Mỹ cũng có thể cung cấp các kế hoạch quán ăn cho nhân viên của họ. Các kế hoạch này cung cấp một thực đơn và mức độ phúc lợi cho nhân viên lựa chọn. Trong hầu hết các trường hợp, các kế hoạch này được tài trợ bởi cả người lao động và người sử dụng lao động. Phần được trả bởi nhân viên được khấu trừ vào tổng lương của họ trước khi thuế liên bang và tiểu bang được áp dụng. Một số phúc lợi sẽ vẫn phải chịu thuế Đạo luật đóng góp bảo hiểm liên bang (FICA), chẳng hạn như đóng góp 401 (k)  và 403 (b); tuy nhiên, phí bảo hiểm y tế, một số phí bảo hiểm nhân thọ và đóng góp cho các tài khoản chi tiêu linh hoạt được miễn trừ khỏi FICA.
Nếu một số điều kiện được đáp ứng, chủ lao động cung cấp bữa ăn và chỗ ở có thể được loại trừ khỏi thu nhập gộp của nhân viên. Nếu bữa ăn được cung cấp (1) bởi người sử dụng lao động; (2) để thuận tiện cho người sử dụng lao động; và (3) được cung cấp trên cơ sở kinh doanh của người sử dụng lao động, họ có thể được loại trừ khỏi thu nhập gộp của nhân viên cho mỗi phần 119 (a). Ngoài ra, chỗ ở được cung cấp bởi chủ lao động để thuận tiện cho tiền đề kinh doanh của chủ lao động (mà nhân viên được yêu cầu chấp nhận như một điều kiện làm việc) cũng được loại trừ khỏi tổng thu nhập. Điều quan trọng, phần 119 (a) chỉ áp dụng cho các bữa ăn hoặc chỗ ở được trang bị "hiện vật". Do đó, các khoản phụ cấp tiền mặt cho các bữa ăn hoặc chỗ ở mà nhân viên nhận được được tính vào tổng thu nhập.
phúc lợi nhân viên được cung cấp thông qua ERISA (Đạo luật bảo đảm thu nhập hưu trí của nhân viên) không phải tuân theo quy định bảo hiểm cấp nhà nước như hầu hết các hợp đồng bảo hiểm, nhưng các sản phẩm phúc lợi nhân viên được cung cấp thông qua hợp đồng bảo hiểm được quy định ở cấp tiểu bang. Tuy nhiên, ERISA thường không áp dụng cho các kế hoạch của các tổ chức chính phủ, nhà thờ cho nhân viên của họ và một số tình huống khác.
Dưới sự Obamacare hoặc ACA của Chủ đầu tư chung quy định trách nhiệm, sử dụng lao động nhất định, được gọi là người sử dụng lao lớn áp dụng được yêu cầu phải cung cấp bảo hiểm cần thiết tối thiểu đó là giá cả phải chăng để nhân viên toàn thời gian của họ hoặc người khác làm cho người sử dụng lao chia sẻ trách nhiệm thanh toán cho IRS.
Các công ty tư nhân ở Mỹ đã đưa ra một số yêu cầu bất thường.
Ở Hoa Kỳ được trả thời gian nghỉ, dưới dạng ngày nghỉ hoặc ngày ốm, không được luật pháp liên bang hoặc tiểu bang yêu cầu. Mặc dù thực tế đó, nhiều doanh nghiệp Hoa Kỳ cung cấp một số hình thức nghỉ có lương. Tại Hoa Kỳ, 86% công nhân tại các doanh nghiệp lớn và 69% nhân viên tại các doanh nghiệp nhỏ nhận được ngày nghỉ có lương.

## Vương quốc Anh
Tại Vương quốc Anh, phúc lợi của nhân viên được phân loại theo ba thuật ngữ: phúc lợi linh hoạt (flex) và gói phúc lợi linh hoạt, phúc lợi tự nguyện và phúc lợi cốt lõi. Trong đó, "phúc lợi cốt lõi" là thuật ngữ dành cho những phúc lợi mà tất cả nhân viên được hưởng, như lương hưu, bảo hiểm nhân thọ, bảo vệ thu nhập và kỳ nghỉ, còn phúc lợi linh hoạt, thường được gọi là "chương trình linh hoạt", là nơi nhân viên được phép chọn cách trả một tỷ lệ tiền lương của họ hoặc họ được nhà tuyển dụng cấp ngân sách phúc lợi. Hiện tại khoảng một phần ba các nhà tuyển dụng Vương quốc Anh vận hành một chương trình như vậy.
Các chương trình phúc lợi linh hoạt được cấu trúc như thế nào vẫn khá nhất quán trong những năm qua, mặc dù định nghĩa về flex đã thay đổi khá nhiều kể từ khi nó đến Anh lần đầu tiên vào những năm 1980. Khi flex lần đầu tiên xuất hiện, nó được vận hành như một chương trình chính thức cho một khoảng thời gian hợp đồng đã định, qua đó nhân viên có thể chọn tham gia và lựa chọn các phúc lợi do chủ sử dụng lao động, chọn các phúc lợi do nhân viên trả hoặc lấy tiền mặt. Trong những năm gần đây, số lượng ngày càng tăng của các công ty Anh đã sử dụng thuế và tiết kiệm bảo hiểm quốc gia có được thông qua việc thực hiện các phúc lợi hy sinh tiền lương để tài trợ cho việc thực hiện các phúc lợi linh hoạt. Trong một thỏa thuận hy sinh tiền lương, một nhân viên từ bỏ quyền được hưởng một phần tiền thù lao do hợp đồng lao động của họ. Thông thường, sự hy sinh được thực hiện để đáp lại thỏa thuận của người sử dụng lao động nhằm cung cấp cho họ một số hình thức phúc lợi không dùng tiền mặt. Các loại phúc lợi hy sinh lương phổ biến nhất bao gồm chứng từ chăm sóc trẻ em và lương hưu.
Một số tư vấn bên ngoài (như JLT, Thomsons và Benefex) tồn tại cho phép các tổ chức để quản lý các gói Flex tập trung vào việc cung cấp một Intranet hay Extranet trang web nơi nhân viên có thể xem tình trạng phúc lợi linh hoạt hiện tại của họ và thay đổi gói của họ. Việc áp dụng các phúc lợi linh hoạt đã tăng lên đáng kể, với 62% nhà tuyển dụng trong một cuộc khảo sát năm 2012 cung cấp gói phúc lợi linh hoạt và thêm 21% kế hoạch để thực hiện trong tương lai. Điều này đã trùng hợp với việc tăng cường truy cập của nhân viên vào internet và các nghiên cứu cho thấy rằng sự tham gia của nhân viên có thể được thúc đẩy bằng việc áp dụng thành công của họ.
"phúc lợi tự nguyện" là tên được đặt cho một tập hợp các phúc lợi mà nhân viên chọn để chọn và trả cho cá nhân, mặc dù, với các kế hoạch linh hoạt, nhiều người sử dụng lao động sử dụng các chương trình hy sinh tiền lương mà nhân viên giảm lương để đổi lấy người sử dụng lao động trả tiền cho perk. Những xu hướng này bao gồm các phúc lợi như chu trình làm việc được chính phủ hỗ trợ (và do đó tiết kiệm thuế), đóng góp lương hưu và chứng từ chăm sóc trẻ em và cũng đặc biệt giảm giá cho các chứng từ bán lẻ và giải trí, thành viên phòng tập thể dục và giảm giá tại các cửa hàng và nhà hàng địa phương Xexec). Họ có thể được điều hành trong nhà hoặc được sắp xếp bởi một nhà tư vấn phúc lợi nhân viên bên ngoài.

## Thuế phúc lợi
Ở một số quốc gia (ví dụ: Úc, New Zealand và Pakistan), 'phúc lợi bên lề' phải chịu Thuế phúc lợi Fringe (FBT), áp dụng cho hầu hết, mặc dù không phải tất cả, phúc lợi bên lề. Ở Ấn Độ, thuế phúc lợi bên lề đã được bãi bỏ vào năm 2009.
Tại Hoa Kỳ, bảo hiểm y tế do nhà tuyển dụng tài trợ được coi là thu nhập chịu thuế cho đến năm 1954.

## Nhược điểm
Ở Anh, phúc lợi thường được đánh thuế ở mức thuế suất thông thường của cá nhân, có thể chứng minh sự đắt đỏ nếu không có lợi thế tài chính cho cá nhân từ phúc lợi.
Hệ thống cung cấp lương hưu nhà nước của Anh phụ thuộc vào việc thanh toán các khoản đóng góp bảo hiểm quốc gia. Các chương trình trao đổi tiền lương dẫn đến giảm các khoản thanh toán và do đó có thể làm giảm phúc lợi của nhà nước, đáng chú ý nhất là Trợ cấp Thứ hai của Nhà nước.